# Friedrich Karl von Preußen (1828–1885)

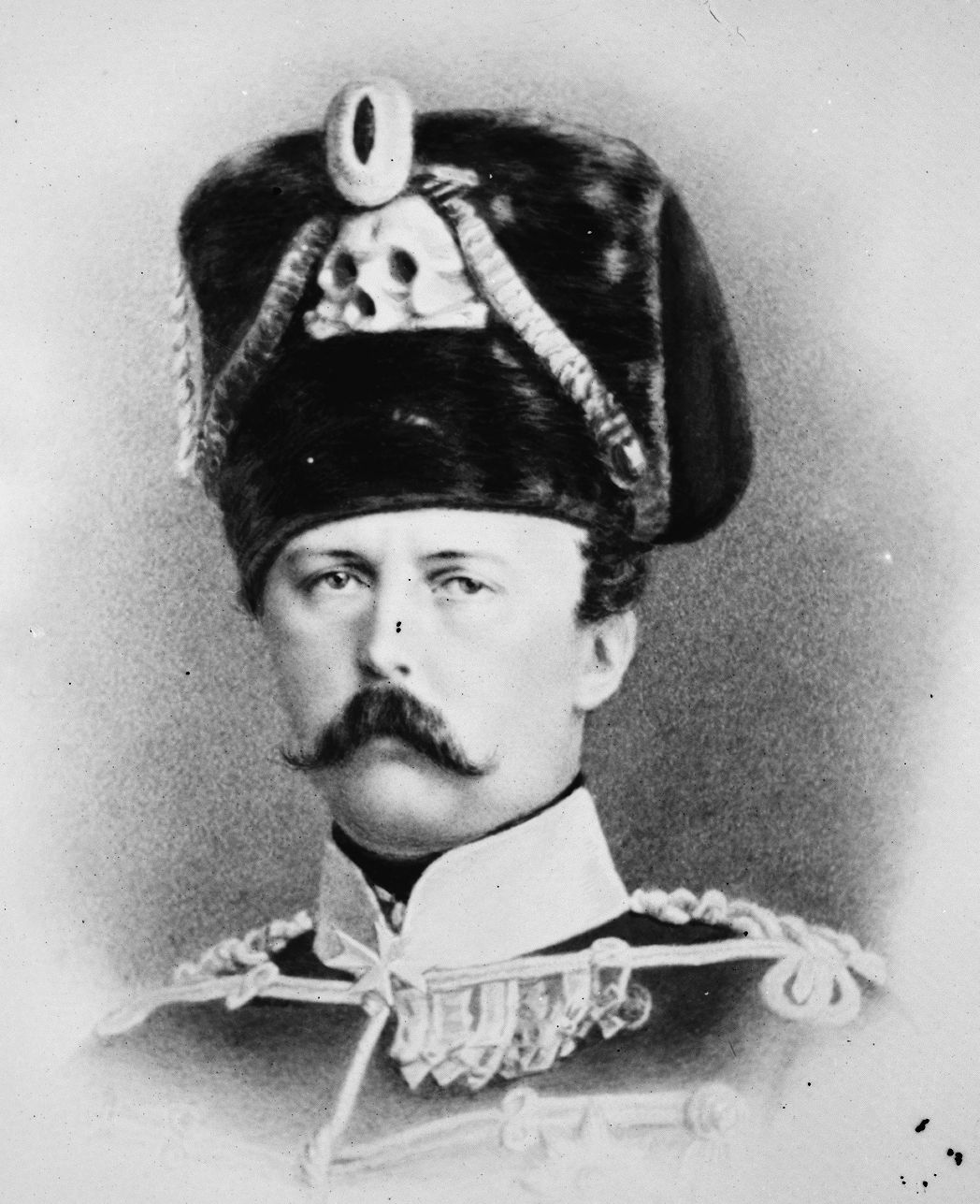
Prinz Friedrich Karl von Preußen

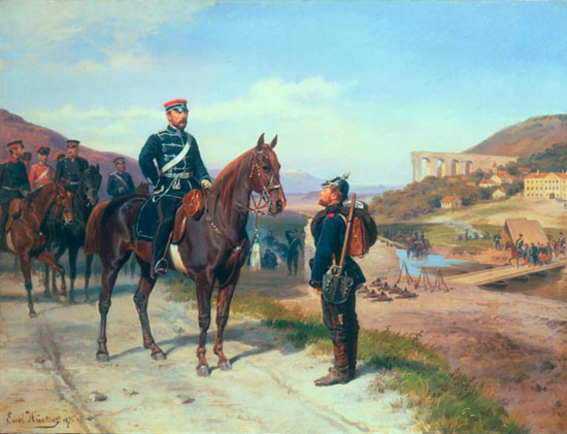
Auf einer künstlerischen Darstellung, Gemälde von Emil Hünten, 1870

Prinz Friedrich Karl von Preußen

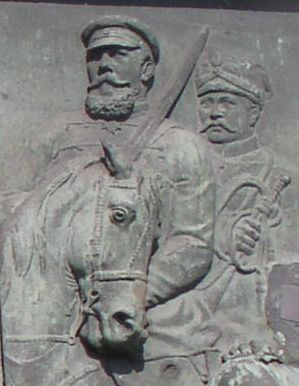
Friedrich Karl (Reliefausschnitt der Berliner Siegessäule von Moritz Schulz, 1872)

Friedrich Karl Nikolaus von Preußen (* 20. März 1828 in Berlin; † 15. Juni 1885 in Klein Glienicke) war ein preußischer Prinz und Generalfeldmarschall.

## Leben
Friedrich Karl war der einzige Sohn des Prinzen Carl von Preußen, des jüngsten Bruders Kaiser Wilhelms I., und der Prinzessin Marie von Sachsen-Weimar-Eisenach, der älteren Schwester der Kaiserin Augusta. 1842 bis 1846 erhielt Friedrich Karl in den militärischen Disziplinen Unterricht vom damaligen Major und späteren Kriegsminister Albrecht von Roon. Dieser war auch sein militärischer Begleiter, als der Prinz 1846 die Universität Bonn bezog. Dort wurde er 1847 Mitglied des Corps Borussia Bonn. Im selben Jahr wurde ihm die Rettungsmedaille am Band verliehen, weil er bei Bonn ein Kind aus dem Rhein gerettet hatte.

### Erste Feldzüge
Nach Vollendung seiner Studien nahm der Prinz 1848 im Gefolge des Generals Friedrich Graf von Wrangel als Hauptmann am Schleswig-Holsteinischen Krieg teil und zeichnete sich in den Gefechten bei Schleswig und Düppel durch persönlichen Mut aus. 1849 nahm er als Major im Generalstab an dem Feldzug in Baden teil und wurde in dem Gefecht bei Wiesenthal an der Spitze einer Husarenschwadron schwer verwundet.
In den nun folgenden Friedenszeiten, während der er 1852 Oberst, 1854 Generalmajor und 1856 Generalleutnant wurde, widmete er den militärischen Wissenschaften eifriges Studium. Dessen Resultate teilte er einem engeren Kreis von Offizieren in Vorträgen und lithographierten Abhandlungen mit. Von letzteren wurde ohne Wissen des Prinzen 1860 Eine militärische Denkschrift von P. F. K. veröffentlicht, die durch ihre Reformvorschläge großes Aufsehen erregte. Als Kommandierender General des III. Armee-Korps (seit 1860) führte er diese Reformen praktisch durch, machte dieses Korps zur Pflanzschule seiner militärischen Ideen und erwarb sich hierdurch um die Entwicklung der preußischen Armee hervorragende Verdienste.

### Deutsch-Dänischer Krieg 1864
Im Konflikt um das Herzogtum Holstein und das Herzogtum Schleswig erhielt der Prinz 1864, inzwischen zum General der Kavallerie befördert, den Oberbefehl über die preußischen Truppen.
Nach einem misslungenen Angriff auf Missunde setzte das preußische Korps Anfang Februar bei Arnis über die Schlei. Es zwang den Feind, das Danewerk aufzugeben und sich auf die Düppeler Schanzen zurückzuziehen. Diese Befestigungen erstürmten die Belagerer am 18. April und errangen damit den für Preußen militärisch und politisch wichtigen Sieg. Graf Wrangel legte im Mai das Oberkommando nieder. Nun wurde der Prinz Oberbefehlshaber der alliierten Armeen.
Mit einer österreichischen Brigade okkupierte Feldmarschallleutnant Ludwig von Gablenz ganz Jütland bis zum Limfjord. Friedrich Karl hatte der Operation zugestimmt, jedoch daran nicht teilgenommen.
Am 29. Juni wurde auch die Insel Alsen erobert.

### Deutscher Krieg 1866
Friedrich Karl wurde 1866 zum Oberbefehlshaber der ersten Armee (II., III. und IV. Korps) ernannt, drang von der Oberlausitz in das Königreich Böhmen ein. Die preußischen Truppen schlugen am 26. und 27. Juni bei Liebenau und Podol, am 28. bei Münchengrätz und am 29. bei Gitschin die österreichisch-sächsischen Truppen unter Eduard Clam-Gallas.
Am 3. Juli ließ der Prinz die österreichischen Stellungen bei Königgrätz angreifen. In hartnäckigem Kampf hielt er dem numerisch überlegenen Gegner so lange stand, bis der Kronprinz Friedrich Wilhelm auf dem Schlachtfeld eintraf und in der rechten, General Eberhard Herwarth von Bittenfeld in der linken Flanke des Feindes eingriff. Von da marschierten die Preußen bis in die Nähe von Wien.
Im konstituierenden Norddeutschen Reichstag von 1867 vertrat er den ostpreußischen Wahlkreis Labiau-Wehlau.

### Deutsch-Französischer Krieg 1870

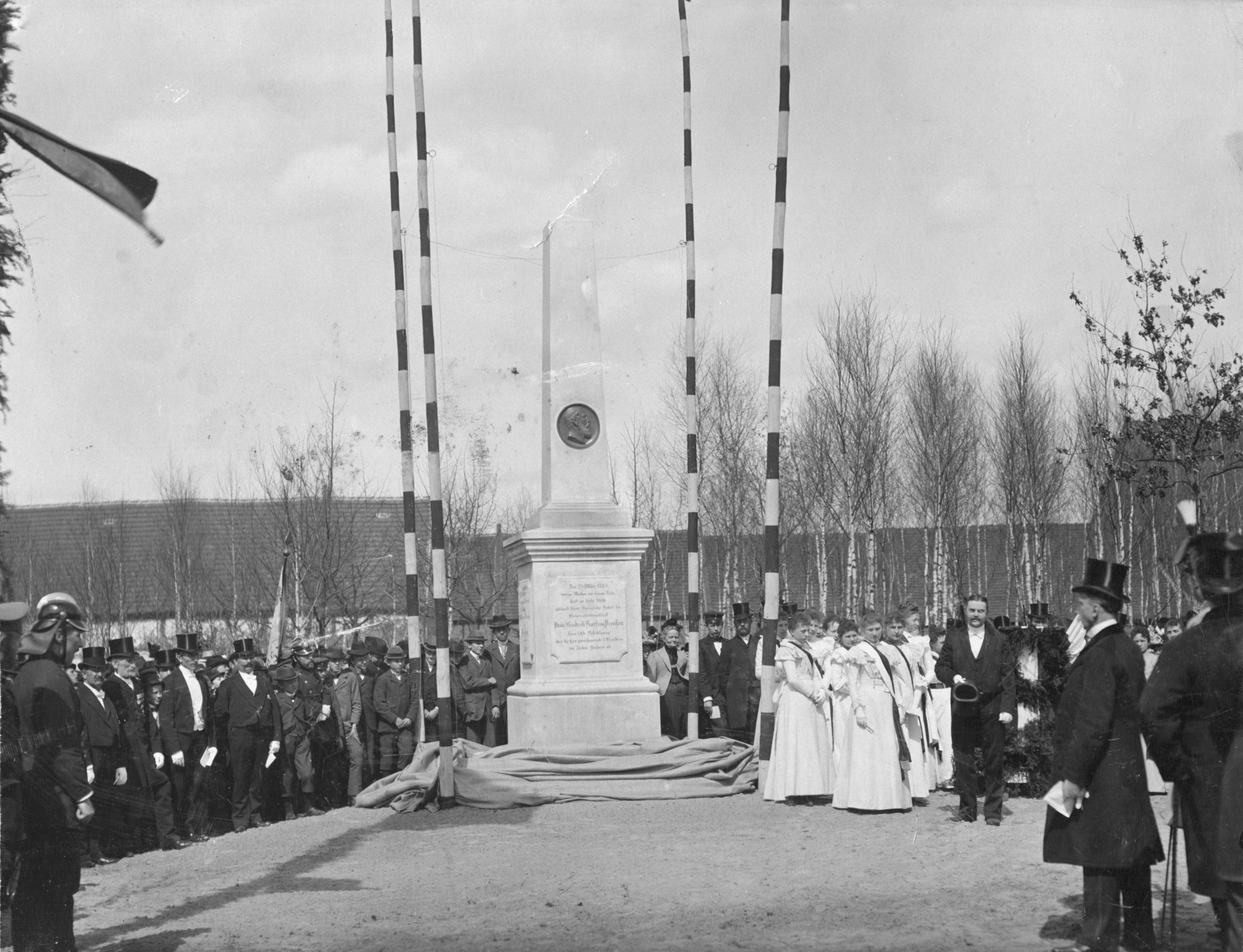
Enthüllung des Denkmals des Generalfeldmarschalls Prinz Friedrich Karl von Preußen 1899 in Friesack

Am 19. Juli 1870 erklärte Frankreich dem Königreich Preußen den Krieg. Im Deutsch-Französischen Krieg mit dem Oberkommando über die zweite deutsche Armee betraut, hielt Friedrich Karl am 16. August 1870 in der Schlacht von Mars-la-Tour die französische Rheinarmee unter Marschall François-Achille Bazaine bei Metz zurück. Die Entscheidung brachte am 18. August in der Schlacht bei Gravelotte der Sieg über den feindlichen rechten Flügel bei St.-Privat.
Darauf erhielt der Prinz den Oberbefehl über die erste und zweite Armee, um die Einschließung von Metz zu übernehmen. Er schlug alle Ausfälle Bazaines zurück und zwang ihn zur Kapitulation vom 27. Oktober. Am 28. Oktober zum Generalfeldmarschall ernannt, zog Friedrich Karl von Metz am 2. November mit drei Armeekorps in Eilmärschen gegen die Loire, um die französische Loirearmee vom Vordringen gegen Versailles und Paris abzuhalten. Nachdem er die Angriffe der Franzosen zurückgeschlagen hatte, ging er am 3. Dezember seinerseits zur Offensive über, besetzte am 4. Dezember Orléans und trieb die feindliche Armee bis Bourges und Le Mans zurück.
Im Januar 1871 schlug er Antoine Chanzy in mehreren Gefechten bei Le Mans (6.–12. Januar) und zersprengte Chanzys Heer so vollständig, dass jeder weitere Versuch, Paris von Westen her zu entsetzen, unmöglich gemacht wurde.
Für seine Verdienste in diesem Krieg erhielt Friedrich Karl eine Dotation in Höhe von 300.000 Talern. Nach dem Krieg wurde er zum Generalinspekteur der III. Armeeinspektion und zum Inspektor der Kavallerie der Preußischen Armee ernannt. Zar Alexander II. ernannte ihn zum russischen Feldmarschall. Er war außerdem Chef mehrerer preußischer, russischer und österreichischer Regimenter .

### Offizier außer Diensten
Friedrich Karl unternahm mehrere Reisen in den Orient; über die letzte, 1883 nach Ägypten und Syrien unternommene Reise erschien ein Prachtwerk (Berlin 1884).
Er starb 1885 an den Folgen eines Schlaganfalls. Seine letzte Ruhe fand er in der Marmorgruft in der Kirche St. Peter und Paul (Berlin-Wannsee). Dort sind auch seine Ehefrau, Prinzessin Maria Anna, sowie seine Eltern, Prinz Carl und Prinzessin Marie von Preußen, bestattet.

## Grundbesitz des Prinzen

### Rittergut Düppel
1859 kaufte Friedrich Karl das Bauerngut Neu-Zehlendorf.
Als Dank für die militärischen Erfolge im Krieg gegen Dänemark, verlieh Wilhelm I. am 13. Januar 1865 diesen Ländereien den Status eines Rittergutes. Zum Andenken an die entscheidende Schlacht um die Düppeler Schanzen, bekam das Gut den Namen „Düppel“. Friedrich Karl betrieb dort ein Pferdegestüt.

### Jagdschloss Dreilinden

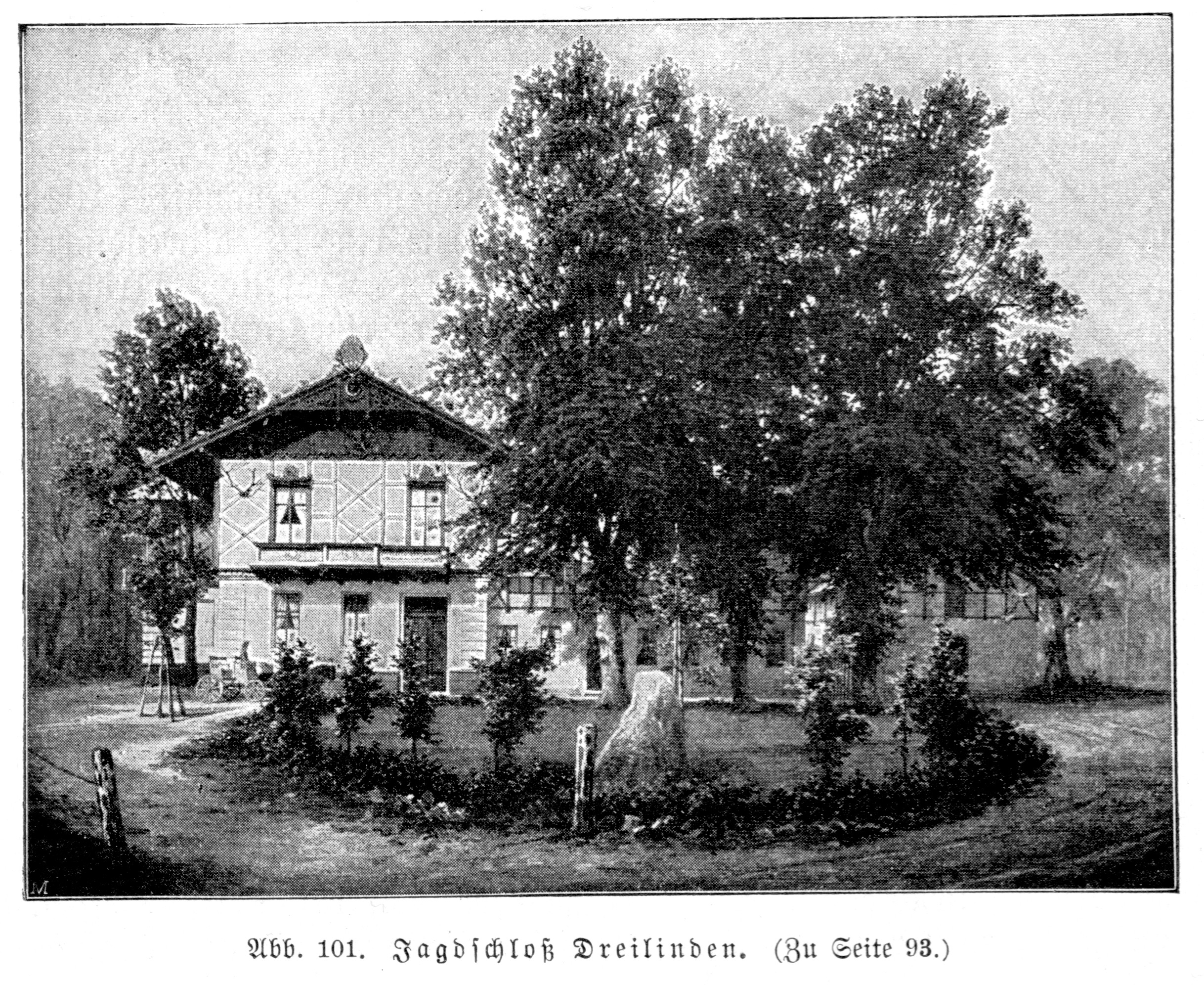
Friedrich Karls Jagdschloss Dreilinden mit dem Hærulfstein als persönliche Kriegserinnerung, um 1900

Lieblingsaufenthalt Friedrich Karls war das 1869 errichtete „Jagdschloss Dreilinden“ bei Berlin im gleichnamigen Forst Dreilinden, zu Düppel gehörig. Theodor Fontane widmete dem Jagdschloss und Friedrich Karl im letzten Band der Wanderungen durch die Mark Brandenburg („Fünf Schlösser“) ein ausführliches Kapitel, in dem auch die Orientreise des Prinzen detailliert beschrieben ist:

„Jeder […] kannte das Schloß […] aus den Hofnachrichten, in denen es in bestimmten Abständen hieß: »Seine Königliche Hoheit kam heute von Dreilinden herein in die Stadt und kehrte gegen Abend dahin zurück«.“

Wie oft in Brandenburg ist der auch heute noch verwendete Begriff „Schloss“ übertrieben – an anderer Stelle spricht Fontane dann auch vom „Jagdhaus“ oder von der „prinzlichen Villa“. Passend zu dieser Charakterisierung befand sich am Haus der Spruch: „Klein, aber mein“. Rund fünf Monate im Jahr soll Friedrich Karl in seinem Refugium verbracht haben, die übrige Zeit lebte er in seiner Wohnung im königlichen Berliner Schloss. Neben der Jagd, zu der er regelmäßig Jagdgesellschaften einlud, lag ein wesentlicher Grund für seine Aufenthalte in Dreilinden in der Forstbewirtschaftung seiner Ländereien. Mit der Anlage der Forstkulturen und der Pflege der Wildbestände war der Prinz erfolgreicher als mit dem Ackerbau, mit dem er laut Fontane zuvor gescheitert war.
Im Jahr 1859 stiftete er den Sehr edlen Orden vom Weißen Hirschen Sancti Huberti.
Im Jahr 1954 wurde das Jagdschloss abgerissen, an seiner Stelle befindet sich heute die „Revierförsterei Dreilinden“.

### Ordenspalais
Im Jahr 1883 erbte Friedrich Karl von seinem Vater das Ordenspalais am Wilhelmplatz in Berlin und ließ es von Albert Geyer nach Plänen von Reinhold Persius umbauen. Das Palais diente seinen Nachkommen bis 1919 als Wohnsitz.

### Schloss Glienicke
1883 erbte er von seinem Vater das Anwesen Schloss Glienicke, in dem er mit seiner Familie viele Sommermonate verbrachte und das nach seinem Tod noch bis 1939 in Familienbesitz blieb.

## Ehrungen
- 1838 wurde er Ritter des Schwarzen Adlerordens.[8]
- 1848 wurde er Ritter des Ordens Pour le Mérite und erhielt 1864 das Eichenlaub.
- 1853 wurde er bei der Neugründung des Johanniterordens zum ersten der 14 namhaften Rechtsritter, welche nachfolgend Komture wurden,[9] und 1854 zum Ehren-Kommendator ernannt.[10]
- 1864 wurde er Ritter des St. Georg-Ordens.[11]
- 1866 erhielt er das von Wilhelm I. gestiftete Großkreuz des Pour le Mérite und 1873 das Eichenlaub zum Großkreuz.
- 1870 erhielt er von König Johann von Sachsen das Großkreuz des Militär-St.-Heinrichs-Ordens.[12]
- 1871 wurde er Ritter des Ordens vom Goldenen Vlies.
- Am 13. Mai 1871 wurde das Friedrich-Karl-Ufer in Berlin-Moabit nach ihm benannt (heute Washingtonplatz und Kapelle-Ufer).[13] – 1887 ein Friedrich-Karl-Platz in Berlin-Charlottenburg (heute Klausenerplatz)[14] sowie später fünf Friedrich-Karl-Straßen auch in inzwischen zu Berlin gehörenden Vororten, davon bis heute in Berlin-Tempelhof[15] und Berlin-Reinickendorf.[16]

## Nachkommen
Friedrich Karl war seit 29. November 1854 mit der Prinzessin Maria Anna (1837–1906), Tochter des Herzogs Leopold Friedrich von Anhalt-Dessau und der Prinzessin Friederike von Preußen, vermählt. Kinder dieser Ehe sind:
- Marie (1855–1888)
 ⚭ 1. 24. August 1878 Prinz Heinrich der Niederlande (1820–1879)
  ⚭ 2. 6. Mai 1885 Prinz Albert von Sachsen-Altenburg
- Elisabeth Anna (1857–1895) ⚭ 18. Februar 1878 Erbgroßherzog Friedrich August von Oldenburg
- Luise Margareta (1860–1917) ⚭ 13. März 1879 Herzog Arthur von Connaught
- Friedrich Leopold (1865–1931) ⚭ 24. Juni 1889 Prinzessin Louise Sophie von Schleswig-Holstein-Sonderburg-Augustenburg